# Андарта
Андарта (лат. Andarta) је древна келтска богиња рата поштована у јужној Галији.

## Паралеле
Сматра се да је у Британији била позната као Андата, која је идентификована са римском богињом Викторијом.
Такође је могуће повући паралелу између Андарте и друге келтске богиње - Арцио. Мада су у питању различита божанства, обе си биле представљане са медведом.

## Легенде
Поред тога што је била богиња рата, Андарта је третирана и као богиња плодности.
Такође је била и заштитница племена Воконти, које је настањивало обалу Роне.